# Osvaldo Bailo
Osvaldo Bailo (né le 12 septembre 1912 à Serravalle Scrivia, dans la province d'Alexandrie, au Piémont et mort le 28 février 1997 dans la même localité) est un coureur cycliste italien. 

## Biographie
Professionnel de 1934 à 1947, Osvaldo Bailo a remporté plusieurs semi-classiques italiennes et a porté le maillot rose durant le Tour d'Italie 1940.

## Palmarès
- 1934
  - Alessandria-Fegino
- 1935
  - 2e étape du Grand Prix du Journal de Nice
  - 2e de Gênes-Nice
- 1937
  - Coppa Guttalin
  - Tour de Romagne
  - 2e de Gênes-Nice
- 1938
  - Coppa Zucchi
  - Trofeo dell'Impero
  - 2e de Milan-Mantoue
  - 2e du Tour de Vénétie
  - 3e du Tour de Lombardie
- 1939
  - 3e de Milan-Mantoue
  - 3e de Milan-San Remo
- 1940
  - Tour d'Émilie
  - 2e du Tour de Lombardie
  - 3e de la Coppa Marin
  - 3e du Tour du Piémont
  - 3e du GP Leptis Magna
  - 3e du championnat d'Italie sur route
  - 3e du Tour de Campanie
- 1941
  - Tour des Marches
  - GP Ancona
  - 3e de Milan-Modène
  - 3e du Tour de Campanie
  - 3e du Tour du Piémont
- 1942
  - Tour du Latium
  - 2e de Milan-Turin
  - 3e du Tour de Vénétie
- 1946
  - Coppa Bernocchi
  - Tour du Nord-Ouest de la Suisse

## Résultats sur les grands tours

### Tour d'Italie
- 1934 : éliminé (1re étape)
- 1935 : non-partant (8e étape)
- 1936 : abandon (6e étape)
- 1938 : abandon (3e étape)
- 1940 : non-partant (8e étape),  maillot rose pendant 2 jours